# Robert F. Kennedy Jr.
Robert Francis Kennedy Jr. (Washington, 17 de janeiro de 1954), também conhecido pelas iniciais RFK Jr., é um político, advogado ambiental, autor, teórico da conspiração e ativista antivacina americano, atualmente servindo como o 26º Secretário de Saúde e Serviços Humanos dos Estados Unidos. Sobrinho do presidente John F. Kennedy e filho do senador e ex-procurador-geral Robert F. Kennedy, ganhou proeminência por promover visões antivacina. Foi candidato independente para as eleições presidenciais americanas de 2024, que logo depois suspendeu a campanha e apoiou Donald Trump, porém mesmo com a campanha suspensa, seu nome continuou nas células como candidato em alguns estados.
Em 14 de novembro de 2024, Donald Trump anunciou Kennedy para liderar o Departamento de Saúde e Serviços Humanos dos Estados Unidos.

## Biografia

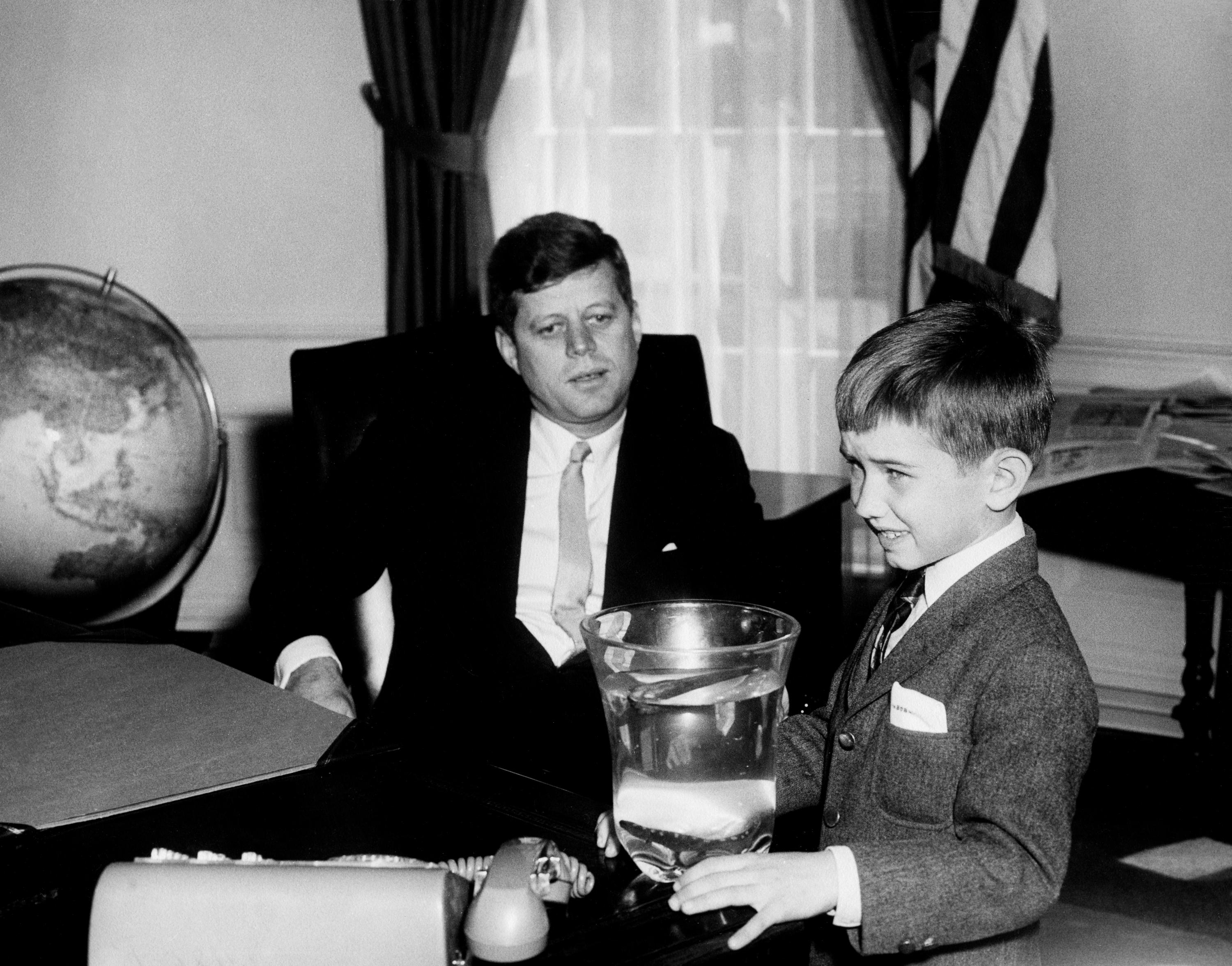
Robert F. Kennedy Jr. com o presidente John F. Kennedy em 1961

Kennedy nasceu no Georgetown University Hospital em Washington, DC, em 17 de janeiro de 1954. Ele é o terceiro de onze filhos do senador e procurador-geral Robert F. Kennedy e Ethel Kennedy, nascida Skakel. Ele é sobrinho do presidente e senador John F. Kennedy e do senador Ted Kennedy.
Ele ajudou a fundar o grupo ambiental sem fins lucrativos Waterkeeper Alliance em 1999 e atuou como presidente de seu conselho. Kennedy co-apresentou o Ring of Fire, um programa de rádio distribuído nacionalmente, e escreveu ou editou dez livros, incluindo dois best-sellers do New York Times.
De 1986 a 2017, Kennedy foi advogado sênior do Conselho de Defesa dos Recursos Naturais (NRDC), uma organização ambiental sem fins lucrativos. De 1984 a 2017, foi membro do conselho e advogado da Hudson Riverkeeper. No início de sua carreira jurídica, ele atuou como promotor público assistente na cidade de Nova York. Por mais de trinta anos, Kennedy foi professor adjunto de direito ambiental na Pace University School of Law. Até agosto de 2017, ele ocupou o cargo de advogado supervisor e codiretor da Clínica de Litígios Ambientais da Pace Law School, fundada por ele em 1987. O trabalho de Kennedy em direito ambiental o levou a ser considerado para o cargo de Administrador da Agência de Proteção Ambiental em 2008.
Desde 2005, ele promove a ligação cientificamente desacreditada entre vacinas e autismo, e é fundador e presidente do Children's Health Defense, um grupo de propaganda antivacina. Desde o início da pandemia de COVID-19, Kennedy emergiu como um dos principais proponentes da desinformação sobre a vacina COVID-19 nos Estados Unidos.
Em 5 de abril de 2023, Kennedy preencheu a papelada para concorrer à presidência dos Estados Unidos nas eleições de 2024 como democrata.
Em 9 de outubro de 2023, Kennedy anunciou sua saída do Partido Democrata e que concorreria como um Independente.

### Kennedy & Madonna LLP

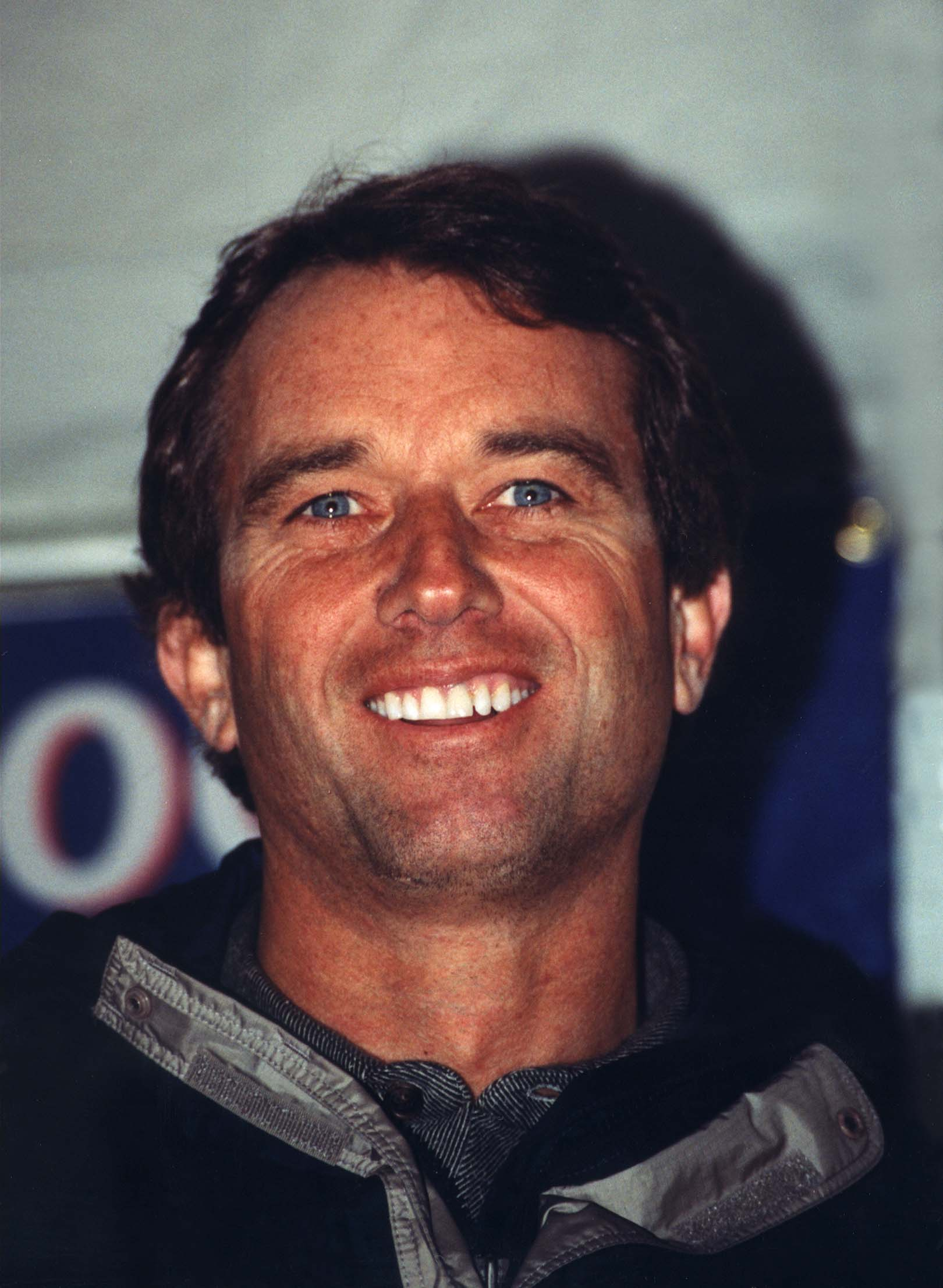
Kennedy em 2000

Em 2000, Kennedy e o advogado ambiental Kevin Madonna fundaram o escritório de advocacia ambiental Kennedy & Madonna, LLP, para representar demandantes privados contra poluidores. A empresa litiga casos de contaminação ambiental em nome de indivíduos, organizações sem fins lucrativos, distritos escolares, fornecedores públicos de água, tribos indígenas, municípios e estados. Em 2001, Kennedy & Madonna organizou uma equipe de escritórios de advocacia de prestígio para desafiar a poluição da produção industrial de suínos e aves. Em 2004, a empresa fez parte de uma equipe jurídica que garantiu um acordo de $ 70 milhões para proprietários de imóveis em Pensacola, Flórida, cujas propriedades foram contaminadas por produtos químicos de um local adjacente do Superfund.
Kennedy & Madonna é retratado no documentário da HBO de 2010 , Mann v. Ford que narra quatro anos de litígio interposto pela empresa em nome da tribo indígena Ramapough Mountain contra a Ford Motor Company sobre o despejo de lixo tóxico em terras tribais no norte de Nova Jersey. Além de um acordo monetário para a tribo, o processo contribuiu para que as terras da comunidade fossem recolocadas na lista federal do Superfund, a primeira vez na história do país que um local retirado da lista foi recolocado na lista. Em 2007, Kennedy foi um dos três finalistas nomeados como "Advogado do Ano" pela Justiça Pública por seu papel no veredicto do júri de $ 396 milhões contra a DuPont por contaminação de sua fábrica de zinco em Spelter, West Virginia. Em 2017, a empresa fez parte da equipe de teste que garantiu um acordo de $ 670 milhões em nome de mais de 3.000 residentes de Ohio e West Virginia cuja água potável estava contaminada com o produto químico tóxico C8, que foi liberado no meio ambiente pela DuPont em Parkersburg, West Virginia.

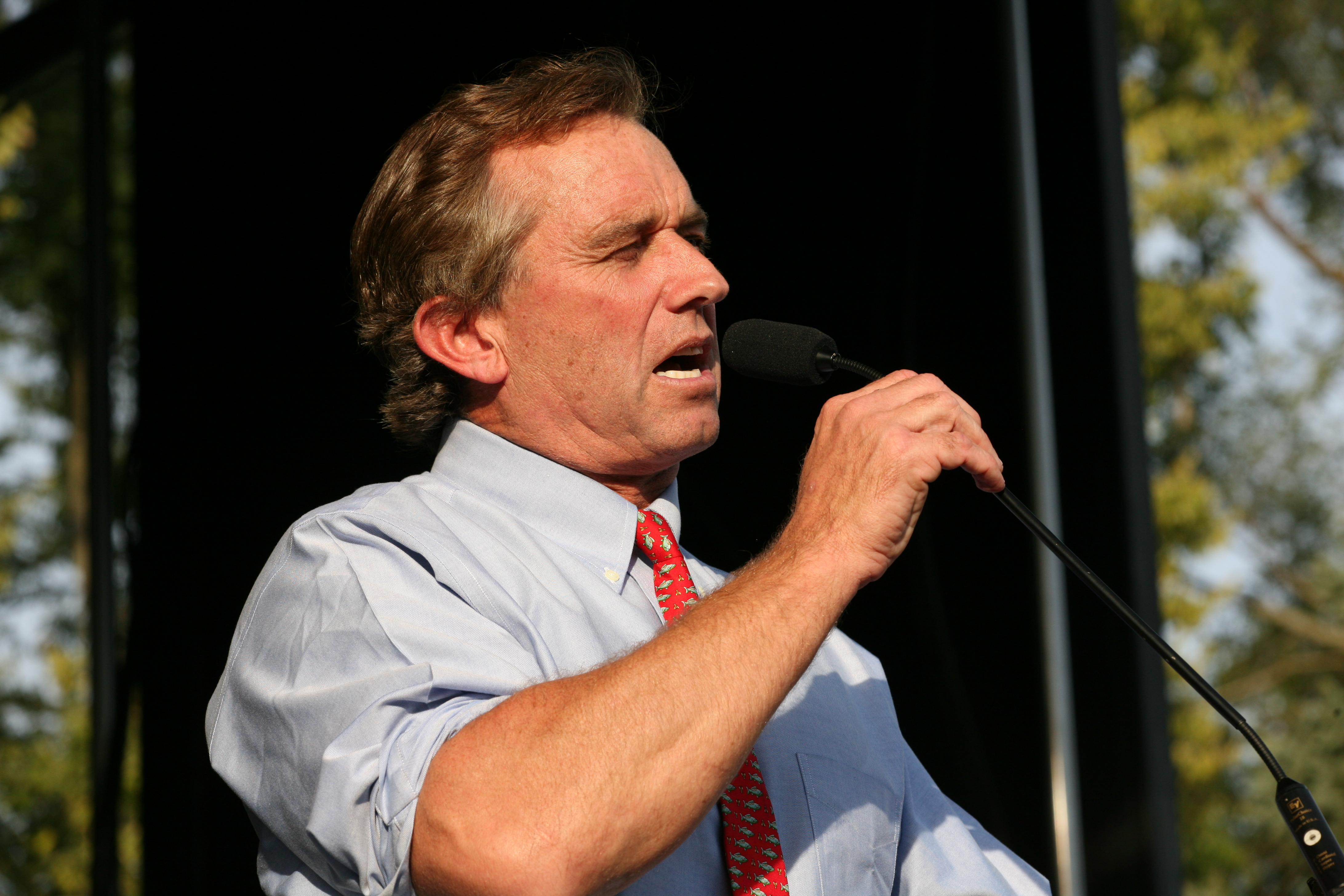
Kennedy discursando em 2007

### Morgan & Morgan
Em 2016, Kennedy tornou-se advogado do escritório de advocacia Morgan & Morgan. A parceria surgiu da colaboração bem-sucedida das duas empresas no caso contra a SoCalGas Company após o vazamento de gás Aliso Canyon na Califórnia. Em 2017, Kennedy e seus sócios processaram a Monsanto no tribunal federal de San Francisco, em nome dos demandantes que buscam recuperar os danos causados pelo linfoma não-Hodgkin, que, segundo os demandantes, foi resultado da exposição ao herbicida à base de glifosato da Monsanto, Roundup. Kennedy e sua equipe também entraram com uma ação coletiva contra a Monsanto por não alertar os consumidores sobre os perigos supostamente representados pela exposição ao Roundup. Em setembro de 2018, Kennedy e seus parceiros entraram com uma ação coletiva contra a Columbia Gas de Massachusetts, alegando negligência após explosões de gás em três cidades ao norte de Boston. Sobre a Columbia Gas, Kennedy disse que "à medida que eles constroem novos quilômetros de tubulação, a mesma empresa está ignorando sua infraestrutura existente, que agora sabemos que está se desgastando e em ruínas".

## Ideologia política

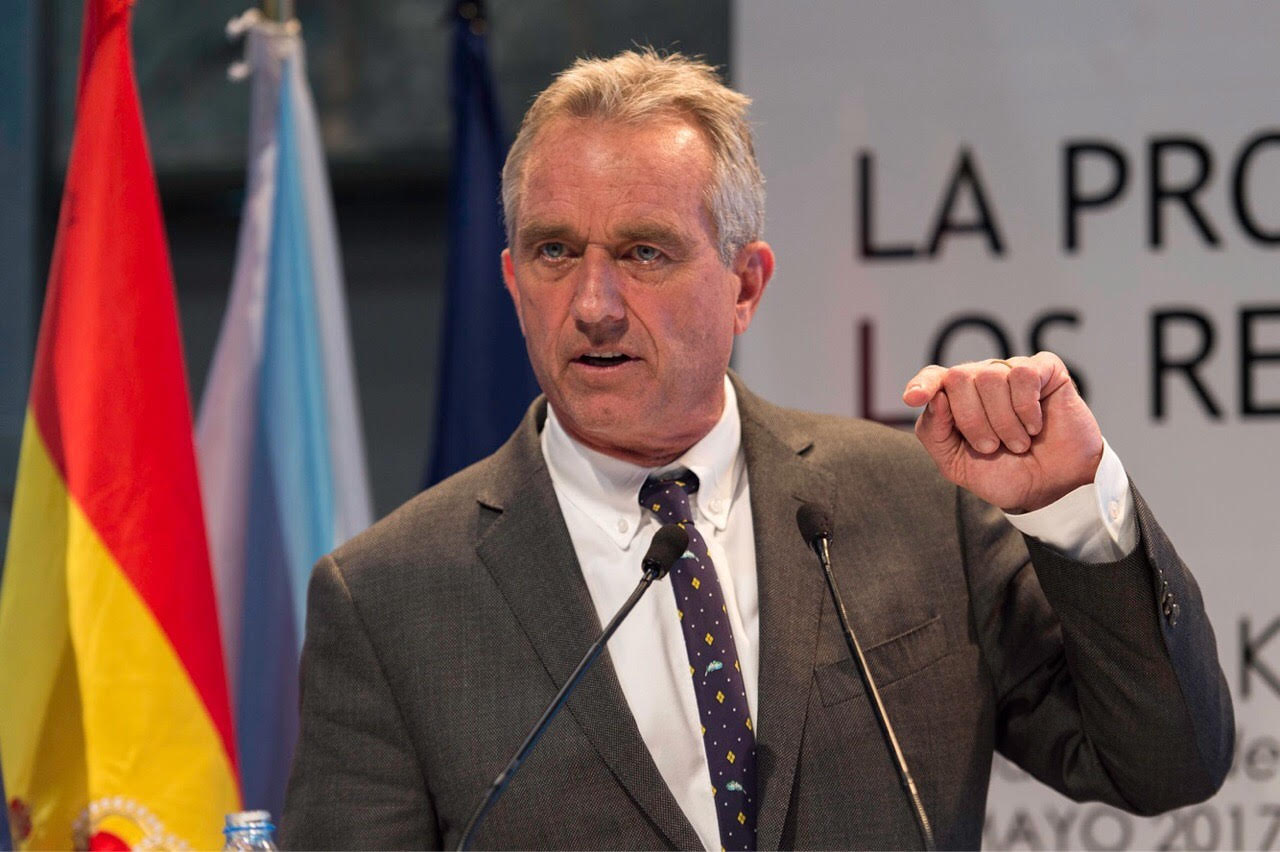
Kennedy em 2017

### Assassinatos de John F. Kennedy e Robert F. Kennedy
Na noite de 11 de janeiro de 2013, Charlie Rose entrevistou Kennedy e sua irmã Rory na Winspear Opera House em Dallas como parte do programa de um ano do comitê escolhido a dedo pelo então prefeito de Dallas, Mike Rawlings, para celebrar a vida e a presidência de John F. Kennedy. Sobre o assassinato de John F. Kennedy, ele disse que seu pai estava "bastante convencido" de que Lee Harvey Oswald não agiu sozinho e acreditava em particular que o relatório da Comissão Warren era uma "peça de artesanato de má qualidade". De acordo com Robert F. Kennedy, Jr em janeiro de 2013: "A evidência neste ponto é muito, muito convincente de que não foi um atirador solitário". A edição de 2013 de JFK and the Unspeakable foi endossada por Kennedy, que disse que o levou a visitar o Dealey Plaza, o local do assassinato de seu tio, pela primeira vez.
Kennedy não acredita que Sirhan Sirhan foi o responsável pelo assassinato de seu pai, Robert F. Kennedy, e visitou a Richard J. Donovan Correctional Facility, San Diego, em dezembro de 2017 para conhecer Sirhan. Depois de conhecer Sirhan, ele concluiu que havia um segundo atirador e deu seu apoio a uma nova investigação do assassinato.

## Vida pessoal

### Interesses gerais
Kennedy é um mestre falcoeiro acreditado e treina falcões desde os 11 anos. Ele cria falcões e também é acreditado como criador de aves de rapina e reabilitador da vida selvagem. Ele possui licenças para Federal Game Keeper, Bird Bander e Scientific Collector. Ele foi presidente da New York State Falconry Association de 1988 a 1991. Em 1987, enquanto estava no Comitê de Aconselhamento de Falcoaria do Estado de Nova York do Governador Mario Cuomo, Kennedy foi o autor do exame para qualificar falcoeiros aprendizes dado pelo Estado de Nova York. Mais tarde naquele ano, ele escreveu o New York State Apprentice Falconer's Manual, que foi publicado pelo Departamento de Conservação Ambiental do Estado de Nova York e continua em uso até hoje.
Em 2015, ele levou dois de seus filhos ao Yukon para visitar o Monte Kennedy e correr o rio Alsek, um rio de águas cristalinas alimentado pela geleira Alsek. O Monte Kennedy era o pico não escalado mais alto do Canadá, quando o governo canadense o nomeou em homenagem ao presidente americano assassinado, em 1964. Em 1965, seu pai foi a primeira pessoa a escalar o Monte Kennedy.
Em 15 de abril de 1994, Kennedy se casou com Mary Kathleen Richardson (1959–2012) a bordo de um navio de pesquisa no rio Hudson. Eles tiveram quatro filhos: Conor Richardson Kennedy (nascido em 1994), Kyra LeMoyne Kennedy (nascido em 1995), William Finbar "Finn" Kennedy (nascido em 1997) e Aidan Caohman Vieques Kennedy (nascido em 2001). 
Durante seu casamento com Richardson, Kennedy era conhecido entre seus amigos por enviar fotos explícitas de mulheres nuas que eles presumiam que ele havia tirado, de acordo com a Vanity Fair. Ele teria se envolvido em vários casos durante o casamento. Seus amigos mais tarde o chamaram de "mulherengo ao longo da vida".
Em 12 de maio de 2010, Kennedy pediu o divórcio de Mary; três dias depois, ela foi acusada de dirigir embriagada. Em 16 de maio de 2012, Mary foi encontrada morta em um prédio no terreno de sua casa em Mount Kisco, Nova York. O examinador médico do condado de Westchester determinou que a morte foi um suicídio devido a asfixia por enforcamento. Antes de sua morte, Richardson descobriu o diário pessoal de Kennedy de 2001, no qual ele registrou encontros sexuais com 37 mulheres diferentes. De acordo com Kennedy, Richardson passou o diário adiante "para suas irmãs com instruções de que, se algo acontecesse com ela, [deveria ser] publicado na imprensa".
Kennedy casou-se com sua terceira esposa, a atriz e diretora Cheryl Hines, em 2 de agosto de 2014, no complexo Kennedy em Cape Cod. Eles foram apresentados pelo co-estrela de Hines, Larry David, da série da HBO Curb Your Enthusiasm, e começaram a namorar em 2012.
Kennedy e Hines residem atualmente em Los Angeles, Califórnia e Cape Cod, Massachusetts.
Em 2008, foi relatado que Kennedy tem disfonia espasmódica, o que faz com que sua voz trema e dificulte a fala. É uma forma de distúrbio do movimento involuntário chamado distonia, que afeta apenas a laringe.
Kennedy é católico.

## Trabalhos selecionados
Kennedy é autor de livros sobre assuntos como meio ambiente, ciência, biografia e heróis americanos, incluindo três best-sellers e três livros infantis.
- Kennedy, Robert F. Jr. (1978). Judge Frank M. Johnson Jr.: A biography. [S.l.]: Putnam. ISBN 978-0-399-12123-4
- Cronin, John; Kennedy, Robert F. Jr. (1997). The Riverkeepers: Two Activists Fight to Reclaim Our Environment as a Basic Human Right. New York: Scribner. ISBN 978-0684839080
- Kennedy, Robert F. Jr. (2005). Crimes Against Nature: How George W. Bush and His Corporate Pals Are Plundering the Country and Highjacking Our Democracy. New York: HarperCollins. ISBN 978-0-06-074687-2
- Kennedy, Robert F. Jr. (2014). Thimerosal: Let the Science Speak: The Evidence Supporting the Immediate Removal of Mercury–a Known Neurotoxin–from Vaccines. New York: Skyhorse Publishing. ISBN 978-1632206015
- Kennedy, Robert F. Jr. (2016). Framed: Why Michael Skakel Spent Over a Decade in Prison For a Murder He Didn't Commit. New York: Skyhorse Publishing. ISBN 9781510701779
- Kennedy, Robert F. Jr. (2018). American Values: Lessons I Learned from My Family. [S.l.]: HarperCollins. ISBN 978-0060848347
- Kennedy, Robert F., Jr; Russell, Dick (2020). Climate in Crisis: Who's Causing It, Who's Fighting It, and How We Can Reverse It Before It's Too Late. [S.l.]: Hot Books. ISBN 978-1510760561
- Kennedy, Robert F. Jr. (2021). The Real Anthony Fauci: Bill Gates, Big Pharma, and the Global War on Democracy and Public Health. [S.l.]: Simon & Schuster. ISBN 9781510766808
- Kennedy, Robert F. Jr. (2022). A Letter to Liberals: Censorship and COVID: An Attack on Science and American Ideals. [S.l.]: Simon & Schuster. ISBN 978-1510775596
- Leake, John; McCullough, Peter A.; Kennedy, Robert F. Jr. (2022). The Courage to Face COVID-19: Preventing Hospitalization and Death While Battling the Bio–Pharmaceutical Complex. [S.l.]: Skyhorse Publishing. ISBN 9781510776807